# 訃報 1995年1月
訃報 1995年1月（ふほう 1995ねん1がつ）では、1995年（平成7年）1月中に物故した、又は物故が報じられた人物についてまとめる。

## （1日 - 15日）

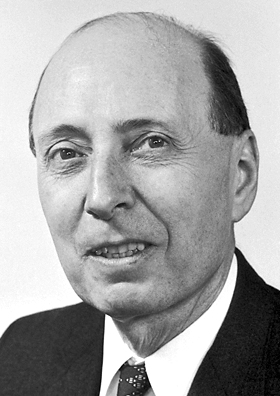
ユージン・ウィグナー / 1月1日没

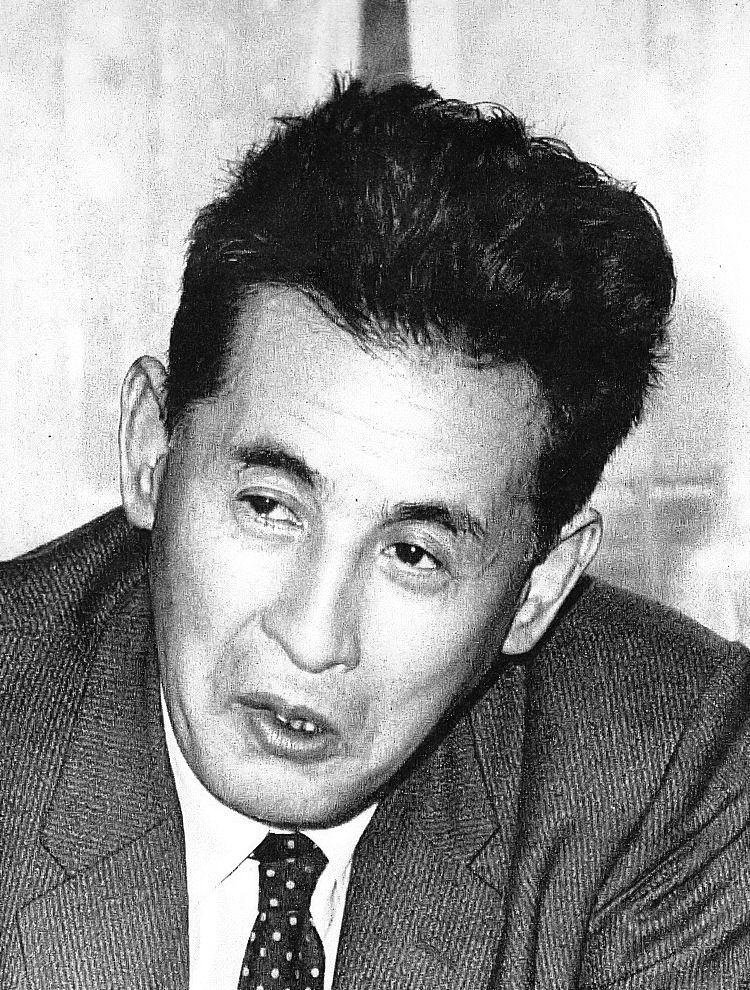
和達清夫 / 1月5日没

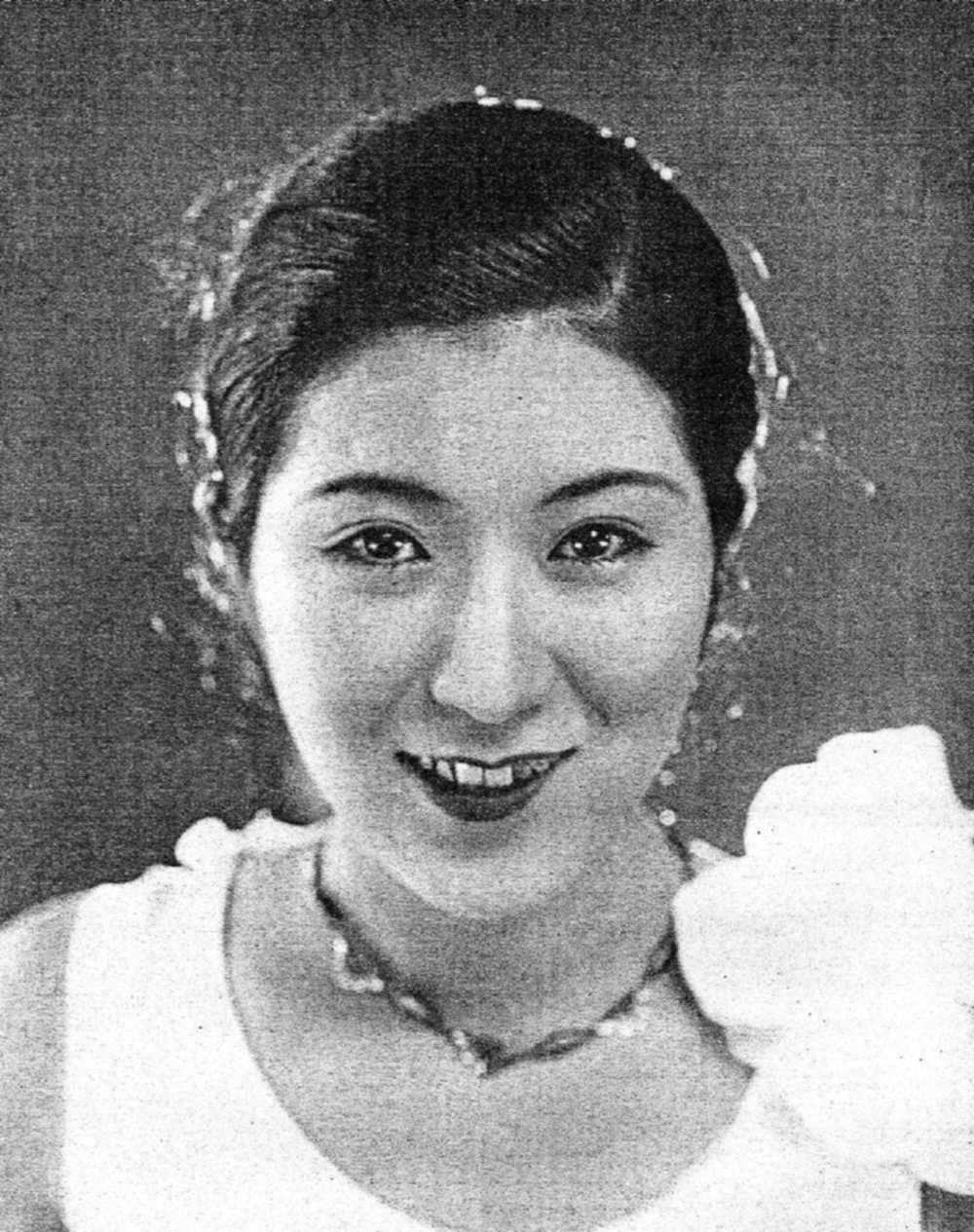
入江たか子 / 1月12日没

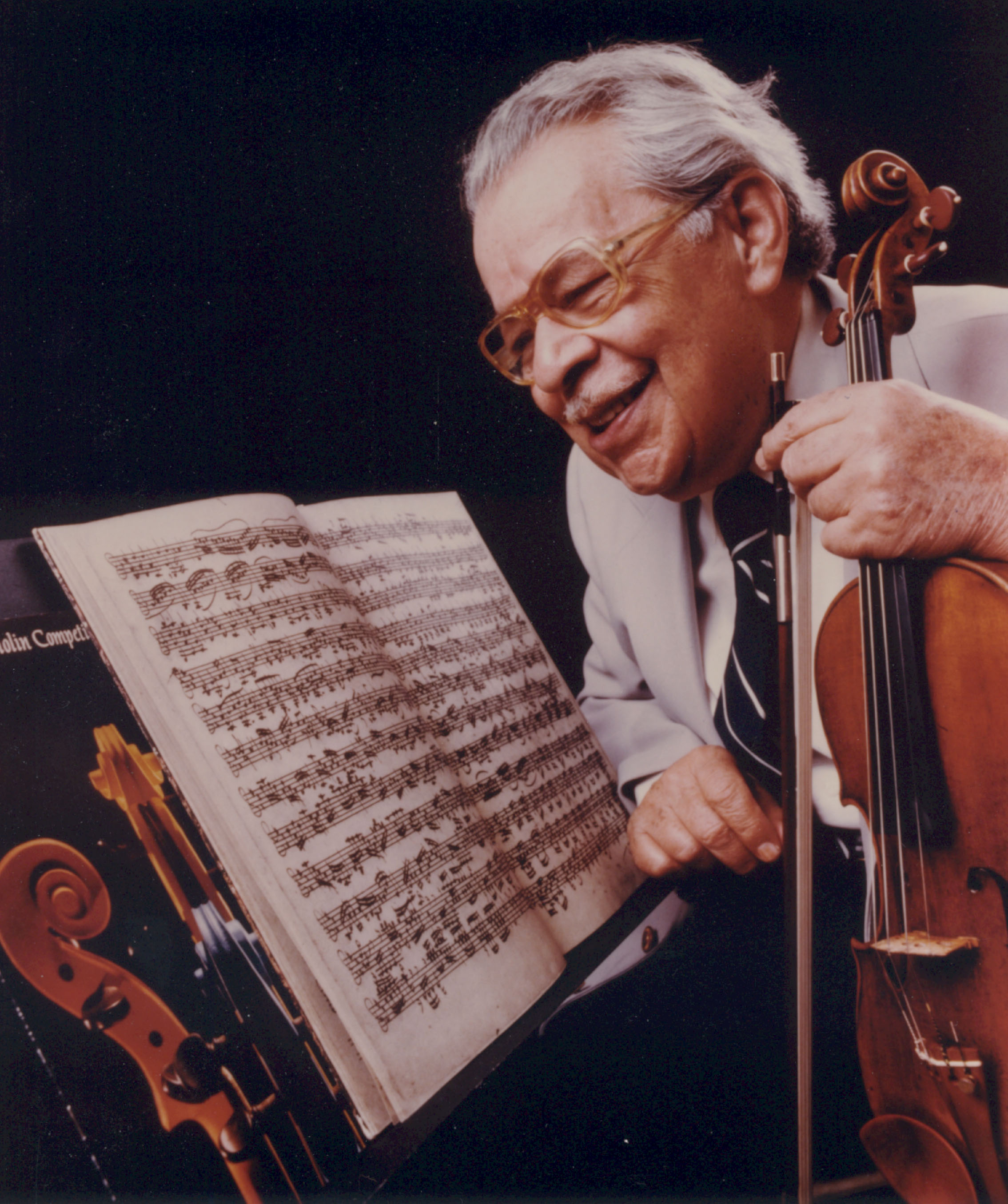
ジョーゼフ・ギンゴールド / 1月13日没

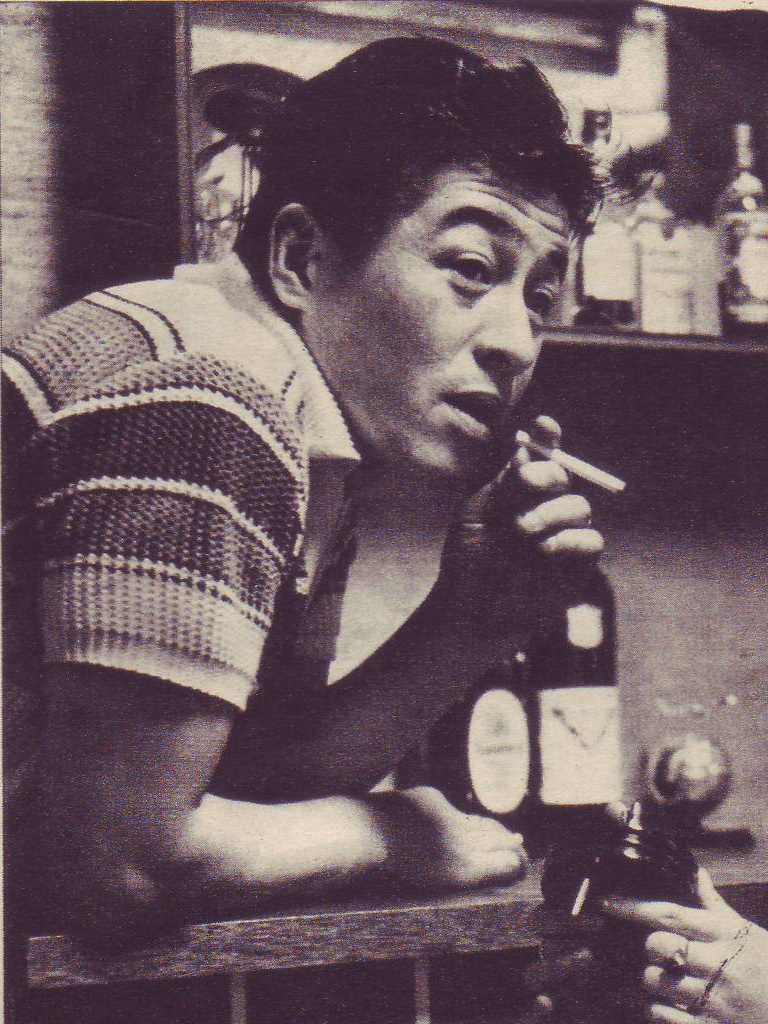
南利明 / 1月13日没

- 1月1日 - ユージン・ウィグナー、物理学者（* 1902年）
- 1月2日 - ヘンリー・グラハム・シャープ、フィギュアスケート選手（* 1917年）
- 1月4日 - エドゥアルド・マータ、指揮者（* 1942年）
- 1月5日 - 和達清夫、地球物理学者・歌人（* 1902年）
- 1月5日 - 福地泡介、漫画家（* 1937年）
- 1月12日 - 入江たか子、女優（* 1911年）
- 1月13日 - 城夏子、小説家（* 1902年）
- 1月13日 - ジョーゼフ・ギンゴールド、ヴァイオリニスト（* 1909年）
- 1月13日 - 南利明、俳優（* 1924年）
- 1月15日 - 坂元義一、プロ野球選手（* 1921年）
- 1月15日 - 広瀬仁紀、小説家（* 1931年）

## （16日 - 31日）

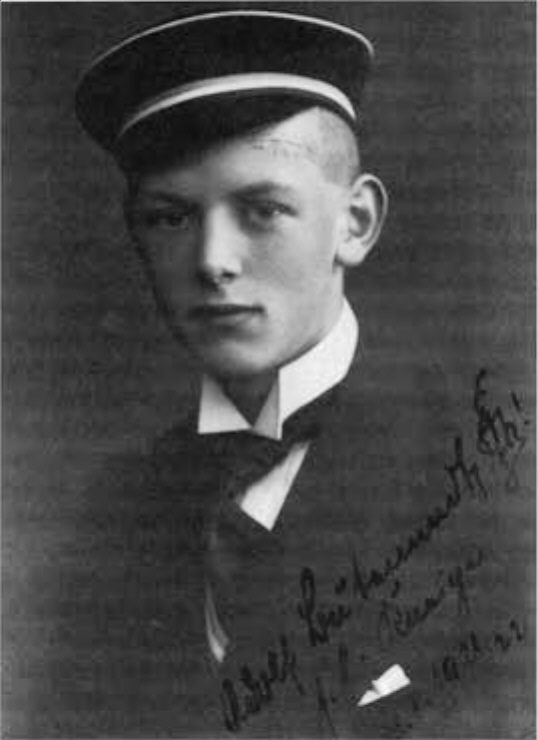
アドルフ・ブーテナント / 1月18日没

金子信雄 / 1月20日没

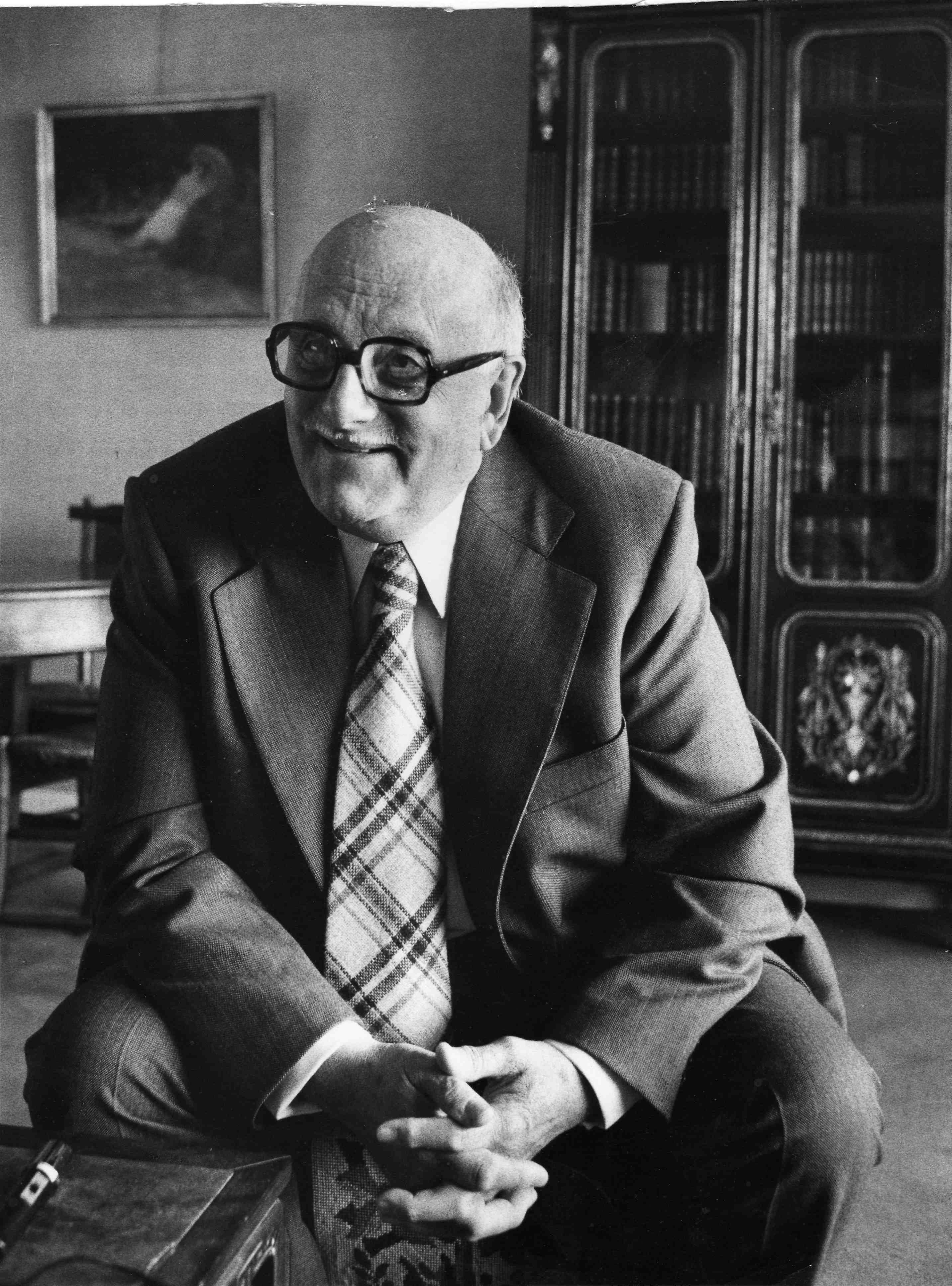
ジャン・タルデュー / 1月27日没

- 1月18日 - アドルフ・ブーテナント、化学者（* 1903年）
- 1月20日 - 金子信雄、俳優・料理研究家（* 1923年）
- 1月22日 - 下田武三、外交官・最高裁判所裁判官・プロ野球コミッショナー（* 1907年）
- 1月26日 - 木本正次、小説家（* 1912年）
- 1月26日 - 蔵間竜也、大相撲の力士・元関脇・タレント（* 1952年）
- 1月27日 - ジャン・タルデュー、詩人・劇作家（* 1903年）
- 1月29日 - 服部四郎、言語学者（* 1908年）
- 1月30日 - 奈良和、アナウンサー（* 1934年）